# Chiesa delle Sante Maria e Giuliana
La chiesa delle Sante Maria e Giuliana è la parrocchiale di Castello, frazione di Aviano, in provincia di Pordenone e diocesi di Concordia-Pordenone; fa parte della forania dell'Alto Livenza.

## Storia
La chiesa parrocchiale di Castello venne costruita nel 1583 grazie all'interessamento dei nobili Arminio e Annibale Trevisan e probabilmente su disegno di Vincenzo Scamozzi; la consacrazione fu impartita nel 1588, anche se si portò a compimento la facciata solo due anni dopo.
L'edificio venne interessato nel 1915 da un restauro condotto dall'architetto canevese Domenico Rupolo; nel 1978 la chiesa fu consolidata e nel 1980 si procedette alla posa del nuovo pavimento.
Nel 2006 si realizzò un intervento che portò al parziale rifacimento degli intonaci e dell'impianto d'illuminazione, alla coibentazione del tetto e alla modifica delle grondaie; nel 2018, poi, nel presbiterio fu installato un nuovo altare rivolto verso l'assemblea.

## Descrizione

### Esterno
La facciata a capanna della chiesa, che volge a sudest, presenta centralmente il portale d'ingresso, affiancato da due semicolonne sorreggenti un timpano di forma triangolare, sopra il rosone e ai lati due nicchie ospitanti le statue dei Santi Pietro e Paolo, scolpite da Agostino Rubini, ed è tripartita da quattro lesene tuscaniche sorreggenti il coronamento mistilineo, simile a quello di Porta Aquileia a Palmanova.
Annesso alla parrocchiale è il campanile a base quadrata, la cui cella presenta su ogni lato una monofora ed è coronata da una merlatura in stile guelfo.

### Interno
L'interno dell'edificio si compone di un'unica navata, su cui si affacciano due cappelle laterali introdotte da archi a tutto sesto e la quale è coperta dal tetto a due falde sorretto dalle capriate lignee; al termine dell'aula si sviluppa il presbiterio, rialzato di alcuni gradini, voltato con vele e chiuso dall'abside quadrata.
Qui sono conservate diverse opere di pregio, tra le quali la pala con soggetto San Nicola in cattedra con santi, risalente al XVI secolo e attribuita a Francesco Materassi, due tele raffiguranti rispettivamente Santa Giuliana e la Madonna col Bambino assieme agli Angeli, la novecentesca statua della Madonna con il Bambino e i due simulacri che rappresentano Sant'Antonio da Padova e il Sacro Cuore.